# Philipp Isterewicz
Philipp Isterewicz (* 24. Januar 1992 in München) ist ein deutscher Moderator und Journalist.

## Leben und  Wirken
Isterewicz hat familiär polnische Wurzeln und wuchs in München auf. Parallel zur Schule trat er bereits im Alter von 12 Jahren als Kindermoderator bei Radio Feierwerk auf. Durch ein Interview mit der Moderatorin Christiane Jörges wurde er von einer Agentin entdeckt und unter Vertrag genommen. Er absolvierte als Jugendlicher Praktika bei lokalen Radio- und Fernsehstationen (Energy München, München TV) und moderierte beim Münchener Sender Radio2DAY 89,0 MHz.
2008 folgte ein Langzeitpraktikum beim Radiosender Rock Antenne, wo er anschließend weiter redaktionell mitarbeitete und moderierte. Ab 2012 war er zusätzlich für bigFM in Sendungen für die Frequenzen in Rheinland-Pfalz, Hessen und Köln tätig. 2013 wechselte er zu Radio 1LIVE und moderierte dort bei 1LIVE Diggi. Parallel dazu moderierte er von 2013 bis 2014 Sendungen für Radio N-Joy. Es folgte der vollständige Wechsel ins 1LIVE-Vollprogramm, für das er bis heute unter anderem die Vormittagssendung und den Sonntagnachmittag moderiert.
Zusätzlich moderierte er 2015 und 2016 im Fernsehen bei Köln.tv, u. a. ein regionales Informationsmagazin. 2017 war er als Gastmoderator zum 25-jährigen Jubiläum des ARD-Morgenmagazins zu sehen. Außerdem führte er auf YouTube 2018 für Funk (ARD und ZDF) im Reportageformat reporter durch das Programm.
Isterewicz wirkt auch unter dem Namen Radioboy als DJ für elektronische Musik. Er spielte unter anderem in Köln für den Club Bootshaus oder in Maastricht im Complex.
Mai 2022 bis August 2023 führte Isterewicz durch das NRW-Regionalprogramm 17:30 Sat.1 NRW. Seit Dezember 2022 moderiert er die Nachrichten im Sat.1-Frühstücksfernsehen.
Gemeinsam mit Yasmin Polat führt Isterewicz seit dem 12. Juni 2024 durch den Podcast „Skandal Skandal“ von Wondery.
2022 machte Isterewicz seine Beziehung mit seinem Freund über Instagram öffentlich.